# Entre las dos orillas corre el río
Entre las dos orillas corre el río es un drama teatral de corte proletario escrito por el autor peruano César Vallejo hacia 1930, pero que no pudo ser publicada en vida del autor al ser rechazada por los editores, por su claro contenido marxista y revolucionario.
Tras aparecer algunos fragmentos en revistas y diversas publicaciones, la obra completa fue finalmente publicada dentro de la recopilación: César Vallejo. Teatro completo (en dos tomos), editado por Enrique Ballón Aguirre y con la revisión y comentarios de Georgette Vallejo, viuda del escritor (Lima, Fondo Editorial de la PUCP, 1979). Colección ésta que reúne además otras tres piezas teatrales del poeta: «Lock-out», «Colacho Hermanos o presidentes de América» y «La piedra cansada».

## Contexto
César Vallejo empezó a componer sus dramas de temática social tras su entusiasmo por el marxismo y sus primeros viajes a Rusia (1928 y 1929); es indudable pues, que influenció en él la literatura comprometida de la Rusia soviética, puesta al servicio de la denuncia social y los intereses del proletariado. Su primer drama de esas características fue “Lock-out”, escrita en francés hacia el año 1930, pero fue a todas luces un fallido intento dramático. El autor, ya reconocido poeta, se hallaba recién haciendo sus tanteos en un género literario distinto y al parecer le costaba mucho acertar. Su siguiente creación del mismo tipo fue concebida tras un largo y tedioso proceso, lo que se vislumbra más en los cambios de título que sufrió: Vera Polianova a El juego del amor y del odio, El juego del amor, del odio y de la muerte y El juego de la vida y la muerte (inspirados estos dos últimos probablemente por Le jeu de l'amour et de la mort (1925) de Romain Rolland); luego, Moscú contra Moscú para, finalmente, llegar al título de Entre las dos orillas corre el río. 

## Argumento
El título del drama es un reflejo magistral del argumento de la obra: el antagonismo generacional establecido en dos riberas opuestas: los padres, representantes de la aristocracia, y los hijos, representantes del nuevo orden social. Entre ambos corre, incontenible, el río de la revolución, entre orillas que no podrán ya comunicarse.

## Crítica
Se ha criticado a esta obra por las fallas en su estructura dramática: se denota la dificultad que tenía Vallejo en desarrollar dramáticamente un argumento. No obstante, el autor, con buen criterio extrajo de ella dos secciones y las convirtió en pequeñas piezas teatrales, con los títulos de El juicio final y La mort (esta última escrita en francés y traducida al castellano por Georgette de Vallejo), que a decir de algunos críticos son las más logradas de sus obras dramáticas.